# Zeta Doradus
Zeta Doradus (ζ Doradus, förkortat Zeta Dor, ζ Dor) som är stjärnans Bayerbeteckning, är en dubbelstjärna belägen i den nordöstra delen av stjärnbilden Svärdfisken. Den har en kombinerad skenbar magnitud på 4,82 och är synlig för blotta ögat där ljusföroreningar ej förekommer. Baserat på parallaxmätning inom Hipparcosuppdraget på ca 85,9 mas, beräknas den befinna sig på ett avstånd på ca 38 ljusår (ca 12 parsek) från solen.

## Egenskaper
Primärstjärnan Zeta Doradus A är en gul till vit stjärna i huvudserien av spektralklass F7 V. Den har massa som är ungefär lika stor som solens massa, liksom en radie som är av ungefär samma storlek som solens och utsänder från dess fotosfär ca 1,5 gånger mera energi än solen vid en effektiv temperatur av ca 6 200 K.
Även om det har varit känt att Zeta Doradus B är en närliggande stjärna, är det genom Hipparcos satellitdata som deras gemensamma rörelse genom rymden bekräftat att den är följeslagare till Zeta Doradus A. De två stjärnorna bildar en vidsträckt dubbelstjärna, med en fysisk separation mellan komponenterna på ca 0,018 parsec (0,06 ljusår) eller ca 12 400 AE. Detta är jämförbart med avståndet på 15 000 AE mellan Alfa Centauri AB och Proxima Centauri. Zeta Doradus B är en mycket svagare stjärna med en skenbar magnitud på 9,0 och kräver teleskoputrustning för att kunna observeras. Den är en orange stjärna i huvudserien av spektralklass K7 V med en massa som är omkring hälften av solens massa.
Båda komponenterna i systemet uppvisar stor aktivitet: log R'HK av stjärnorna är –4,373 och –4,575, medan en stjärna är "tyst" när den har en Log R'HK på under –4,8. Detta anger att stjärnorna är unga med en beräknad ålder för Zeta Doradus A på endast 0,58 miljarder år, ungefär en åttondel av solens åldern. 
Det är inte ovanligt att en ung stjärna har en stoftskiva och Zeta Doradus A är inget undantag, eftersom den har visat sig ha ett överskott av infraröd strålning som tyder på en omgivande skiva av små kroppar som kometer, som återger absorberat ljus med en rödare våglängd. För Zeta Doradus A har stoftskivan en luminositet på 6,0 x 10-6 gånger solens ljusstyrka och en temperatur på 91 ± 12 K, vilket tyder på att den ligger med en separation på flera AE.